# Dubodiel
Dubodiel (bis 1927 slowakisch auch „Dubový Diel“; ungarisch Trencséntölgyes – bis 1902 Dubodjel) ist eine Gemeinde im Nordwesten der Slowakei mit 1031 Einwohnern (Stand 31. Dezember 2024) und gehört zum Okres Trenčín, einem Teil des Trenčiansky kraj.

## Geographie

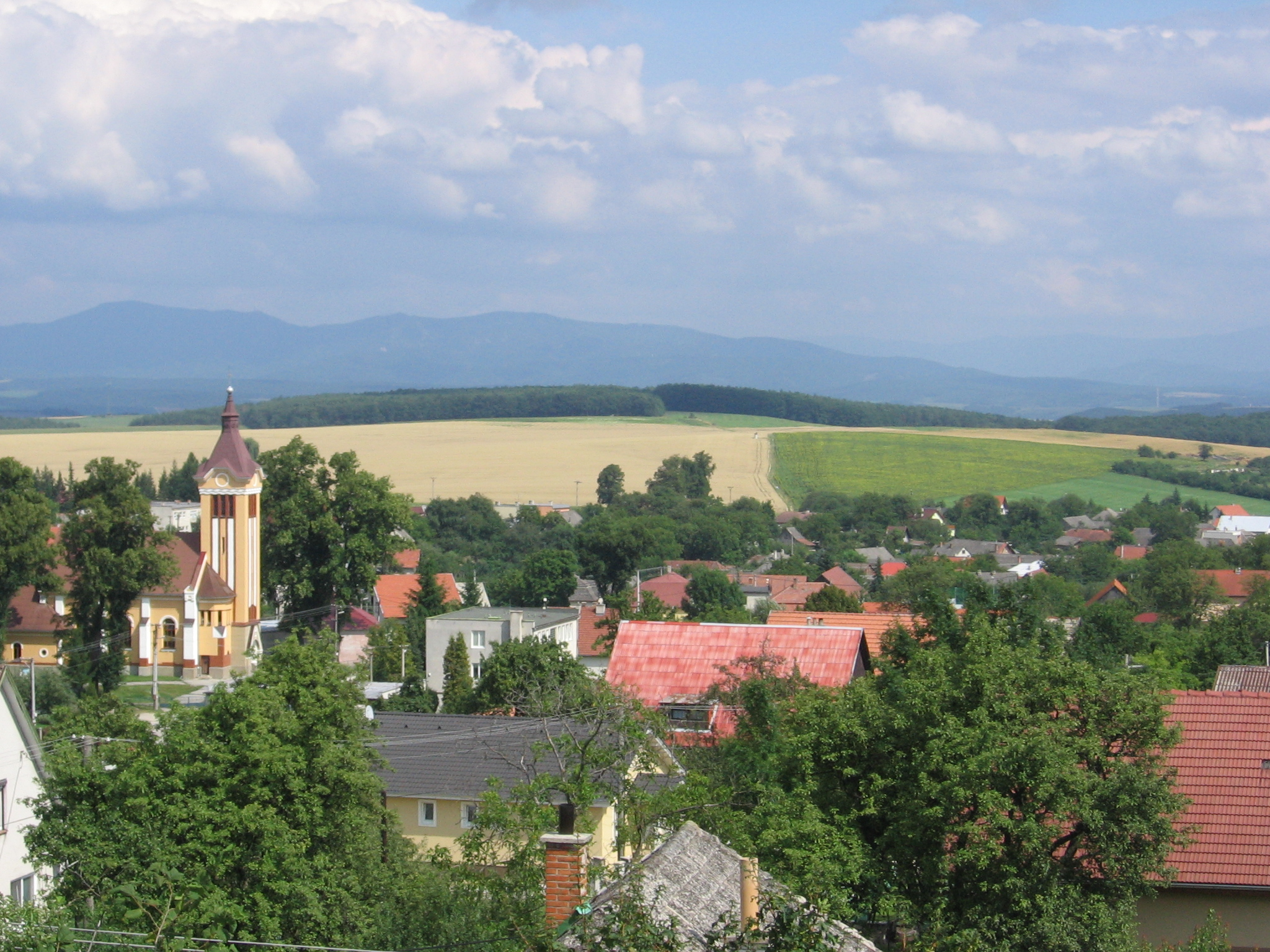
Blick auf Dubodiel

Die Gemeinde befindet sich im nördlichsten Teil des Hügellands Nitrianska pahorkatina und somit auch des slowakischen Donautieflands, am Übergang in das westlich gelegene Gebirge Považský Inovec und liegt fast genau östlich dessen höchsten Berges, des Inovec (1042 m n.m.). Durch den Ort fließt der Inovec im Einzugsgebiet der Bebrava. Das Ortszentrum liegt auf einer Höhe von 310 m n.m. und ist 16 Kilometer von Bánovce nad Bebravou sowie 20 Kilometer von Trenčín entfernt.
Nachbargemeinden sind Veľká Hradná im Norden, Malá Hradná im Osten, Veľké Držkovce und Cimenná im Südosten, Zlatníky im Süden, Selec im Westen und Trenčianske Jastrabie im Nordwesten.

## Geschichte
Dubodiel wurde zum ersten Mal 1439 als Dubowydel schriftlich erwähnt und war damals Teil des Herrschaftsgebiets der Burg Trentschin. 1598 standen im Dorf 41 Häuser, 1720 wurde es von 23 Steuerpflichtigen bewohnt. 1828 zählte man 82 Häuser und 677 Einwohner, deren Haupteinnahmequellen Landwirtschaft, Töpferei und teilweise Handwerk waren. Es gab Wassermühlen und -sägen, eine Brauerei und Brennerei.
Bis 1918 gehörte die im Komitat Trentschin liegende Gemeinde zum Königreich Ungarn und kam danach zur Tschechoslowakei beziehungsweise heute Slowakei. Während des Zweiten Weltkriegs unterstützten die Einwohner die tschechoslowakischen Partisanen, wegen Beteiligung am Slowakischen Nationalaufstand wurde ein Teil der Bevölkerung von der deutschen Wehrmacht erschossen oder in Konzentrationslager verschleppt.

## Bevölkerung
| Jahr                | 1994 | 2004    | 2014    | 2024    |
| ------------------- | ---- | ------- | ------- | ------- |
| Anzahl der Personen | 903  | 922     | 950     | 1031    |
| Unterschied         |      | +2,10 % | +3,03 % | +8,52 % |

| Jahr                | 2023 | 2024    |
| ------------------- | ---- | ------- |
| Anzahl der Personen | 1023 | 1031    |
| Unterschied         |      | +0,78 % |

Nach der Volkszählung 2011 wohnten in Dubodiel 920 Einwohner, davon 892 Slowaken, 2 Deutsche sowie jeweils ein Mährer und Tscheche. 24 Einwohner machten keine Angabe zur Ethnie.
822 Einwohner bekannten sich zur römisch-katholischen Kirche, 10 Einwohner zur Evangelischen Kirche A. B. und ein Einwohner zur orthodoxen Kirche; 3 Einwohner bekannten sich zu einer anderen Konfession. 39 Einwohner waren konfessionslos und bei 45 Einwohnern wurde die Konfession nicht ermittelt.

## Bauwerke und Denkmäler
- Ruinen einer mittelalterlichen Burgstätte
- Kapelle im barocken Stil mit einem Glockenturm
- Landschloss aus dem Jahr 1938